# Satellite (Nickelback)
Satellite is een nummer van de Canadese rockband Nickelback uit 2015. Het is de zesde single van hun achtste studioalbum No Fixed Address.
"Satellite" is een rockballad die gaat over een allesomvattende liefde. Het nummer haalde de 42e positie in de Canadese Adult Contemporary-lijst. Buiten Nickelbacks thuisland Canada haalde het nummer geen hitlijsten, wel werd het een radiohit in het Duitse taalgebied.